# Brugmansia vulcanicola
Brugmansia vulcanicola é uma espécie de trombeta de anjo sul-americana, que cresce como arbusto ou árvore de pequeno porte.

## Distribuição
Elas são endémicas dos Andes, das montanhas da Colômbia e do Equador, em altitudes de 2,800 a 3.3002 800 a 3 300 m (9 200 a 11 000 pé).

## Toxicidade
Todas as partes da Brugmansia vulcanicola são venenosas.